# Sait Altınordu
Sait Altınordu (* 24. April 1912 in Üsküdar, Istanbul; † 17. November 1978 in Izmir) war ein türkischer Fußballspieler. Altınordu spielte in seiner gesamten Profikarriere ausschließlich für Altınordu Izmir. Er lief insgesamt 27 Jahre lang für seinen Verein auf, damit ist er im Weltfußball der Spieler, der am längsten für einen Verein gespielt hat.

## Biografie
1929 begann Altınordu mit 16 Jahren seine Karriere bei Altınordu Izmir und spielte dort seine gesamte Karriere lang. Mit der türkischen Nationalmannschaft nahm er außerdem an den Olympischen Sommerspielen 1936 teil. Insgesamt kam er auf vier Einsätze für sein Land. Mit 43 Jahren beendete er seine Karriere. Er trug stets die Nummer 8. Die Nummer wurde, obwohl Sait Altınordu eine große Bedeutung für den Verein hat, weitervergeben. Nach seinem Karriereende betrieb Altınordu eine kleine Gaststätte in Alsancak.
Ihm lagen unter anderem Angebote von Galatasaray und Fenerbahçe vor, die er allesamt ablehnte. Er identifizierte sich so stark mit seinem Verein, dass er, als 1934 das Familiennamensgesetz in der Türkei eingeführt wurde, sogar seinen Nachnamen in Altınordu taufte. Nicht zuletzt deswegen genießt er bis heute große Verehrung bei den Fans des Vereins, des Weiteren gilt er als Symbolfigur des ägäischen Fußballs. Im Zentrum von Alsancak steht heute eine Statue von ihm, welche Ende 2014 eingeweiht wurde.

## Zitate
- „Altınordu ist der magische Name, der mich an das Leben bindet und mir Kraft gibt.“
- Seine Frau Ayhan Altınordu sagte über ihn: „Sait hatte eine Schwäche für Alkohol, insbesondere für Rakı. Sein Alkoholkonsum hatte keinen Einfluss auf seine Karriere.“

## Erfolge
- Torschützenkönig der Millî Küme: 1937 (13 Tore)